# Helena Zadarská
Helena Zadarská (chorvatsky Jelena Slavna, ? – 8. října 976) byla chorvatská královna, manželka krále Michala Krešimíra II. (949–969) z dynastie Trpimírovců.

## Život
Pravděpodobně pocházela z rodu Madijevců, nejmocnější patricijské rodiny v Zadaru, což však není v pramenech potvrzeno. V chorvatském národě byla velmi oblíbená, nazývali ji Jelenou Slavnou.
Po smrti svého muže, krále Michala Krešimíra II. roku 969, vládla jako regentka jménem svého mladistvého syna Štěpána Držislava.
Dle údajů kroniky splitského kronikáře arciděkana Tomáše (1200–1268), dala Helena v Solinu postavit dva kostely: kostel svatého Štěpána, který sloužil jako pohřebiště chorvatských králů, a kostel Panny Marie na ostrově Panny Marie (Gospin otok), který sloužil jako korunovační bazilika až do počátku 70. let 11. století. Po své smrti v roce 976 byla pochována v atriu kostela sv. Štěpána po boku manžela. Ve 13. století ji připomínají solinští benediktini.